# Jižní Karélie
Jižní Karélie je jedna z 19 finských provincií. Nachází se na východě části státu. Sousedí s provinciemi Severní Karélie, Jižní Savo, Kymenlaakso a na východě s Ruskem. Na Správním střediskem je město Lappeenranta. Nejvyšším bodem celého kraje je Haukkavuori o nadmořské výšce 171 m n. m. Stejně jako další finské provincie, má i Jižní Karélie určené své symboly z ptačí říše, flóry, ryb a hornin. Jsou jimi slavík tmavý, koniklec jarní, losos obecný a spectrolit.

## Obce
Jižní Karélie byla v roce 2018 rozdělena do 2 okresů (finsky seutukunta) a 9 obcí (finsky kunta). Tučně zvýrazněné obce jsou městy.
- Imatra
- Lappeenranta
- Lemi
- Luumäki
- Parikkala
- Rautjärvi
- Ruokolahti
- Savitaipale
- Taipalsaari